# هوشنگ انصاری
هوشنگ انصاری (زادهٔ ۱۳۰۵ اهواز) سیاست‌مدار و دیپلمات سابق، سرمایه‌دار، نیکوکار و مدیر اجرایی ایرانی-آمریکایی است.
وی فعالیت شغلی خود را به عنوان عکاس و خبرنگار، در شهرهای اهواز و تهران آغاز نمود. انصاری از سال ۱۳۴۳ تا ۱۳۴۵ سفیر ایران در پاکستان بود، سپس برای مدت یک سال تا ۱۳۴۶ به‌عنوان وزیر اطلاعات و جهانگردی فعالیت نمود. او در فاصله سال‌های ۱۳۴۶ تا ۱۳۴۸ سفیر ایران در آمریکا بود. انصاری از سال ۱۳۴۸ تا ۱۳۵۶ وزارت امور اقتصاد و دارایی را برعهده داشت. آخرین سمت وی در ایران، مدیرعاملی شرکت ملی نفت ایران از ۱۳۵۶ تا ۱۳۵۷ بود.

## زندگی
هوشنگ انصاری در سال ۱۳۰۶ در اهواز زاده شد، نام خانوادگی پیشین آن‌ها مستمند شیرازی بود. پدر او عبدالرسول انصاری در بانک ملی ایران، سمت تحویل‌داری داشت. پسر خود را به مدرسه آمریکایی‌ها در اصفهان فرستاد. او از خانواده‌های متنفذ نبود و خانواده‌اش در کودکی با تنگناهای اقتصادی مواجه بود. انصاری در انگلستان قدری تحصیل کرد که میزان آن مشخص نیست. بعضی از منابع گفته‌اند او فوق لیسانس دریافت کرد، در حالی که برخی دیگر گفته‌اند او تنها چند درس گذراند و بیشتر وقتش را به عکاسی گذراند. و بعد از آمدن به ایران در کنار یکی از بازرگانان معروف، به نام نمازی مشغول به کار شد. در سال ۱۳۳۴ به نمایندگی تجارتخانه نمازی که دفتری در ژاپن داشت، به توکیو رفت و همسری ژاپنی اختیار کرد و در آنجا زبان ژاپنی را فرا گرفت. او ضمن کار در دفتر نمایندگی نمازی، با سفارت ایران نیز ارتباط داشت و در پی آن، با سفیر وقت ایران در ژاپن؛ غلام‌عباس آرام آشنا شد. این آشنایی باعث شد که وی به عنوان مترجم و راهنما در سفارت ایران در ژاپن مشغول بکار شود و افرادی را که برای مأموریت یا کار به ژاپن می‌رفتند را همراهی نماید. او با زنی ژاپنی ازدواج کرد و نزدیکی او به آرام هم باعث شد که غلام‌عباس آرام وی را به محمدرضا پهلوی معرفی نماید. محمدرضا پهلوی در سفری که به ژاپن داشت، از طریق غلام‌عباس آرام با انصاری که در آن زمان، به عنوان وابسته اقتصادی سفارت ایران در ژاپن فعالیت می‌کرد، آشنا شد، که در پی آن، انصاری مسئولیت تنظیم روابط اقتصادی خارجی و سرمایه‌گذاری‌های خارجی کشور را برعهده گرفت. اندکی پس از بازگشت محمدرضا پهلوی از ژاپن، انصاری به ایران فرا خوانده شد و به سفارش او سریعاً وارد مشاغل مهمی شد؛ از جمله عضویت شورای هواپیمایی کشوری، رئیس کمیسیون نظارت بر ذخایر عمومی، معاونت ضمانت صنعتی، عضویت شورای سرمایه‌گذاری، نیابت ریاست اتاق بازرگانی و صنایع تهران به او واگذار شد. او در کنار تمام این‌ها به صورت تمام وقت در کارخانه خصوصی «فخر ایران» - بخشی از شرکت نمازی- فعالیت می‌کرد و توانست به یکی از شرکای با نفوذ آن کارخانه تبدیل شود و پس از تبدیل آن به یک شرکت سودده آن را به دولت بفروشد. وی سپس معاون فنی وزیر اقتصاد شد و از آنجا به وزارت خارجه منتقل گردید.

## سفیر ایران در پاکستان
غلامعباس آرام وزیر امور خارجه آن موقع انصاری را برای یک مأموریت کوتاه سیاسی، به عنوان سفیر فوق‌العاده به کشورهای آفریقایی فرستاد، که سفرش بیش از دو ماه طول نکشید و از آنجا بود که به مقام سفارت ایران در پاکستان منصوب شد. در همان روزها بود که جنگ هند و پاکستان شروع شده بود. او در این جریان نقش مهمی به عهده داشت و واسطه مذاکرات بین ایوب خان و شاه شد و هفته‌ای دو بار با هواپیمای خصوصی به تهران می‌آمد و مستقیماً با شاه ملاقات و آخرین اطلاعات مربوط به اوضاع جنگ را گزارش می‌داد و پیغام‌های محرمانه ایوب خان؛ ریس جمهور پاکستان را به شاه بازگو می‌کرد.

## وزیر اطلاعات و جهانگردی
هوشنگ انصاری در سال ۱۳۴۵ به ایران احضار شد و در پی استعفای حسن پاکروان از وزارت اطلاعات و جهانگردی، انصاری به عنوان وزیر اطلاعات و جهانگردی منصوب شد. اندکی بعد به عنوان سفیر ایران در آمریکا معرفی گردید.

## سفیر ایران در آمریکا
دوران سفارت هوشنگ انصاری در آمریکا؛ مانند وزارتش در اطلاعات و جهانگردی زود به پایان رسید؛ یعنی کمتر از دو سال از ۱۷ اردیبهشت ۱۳۴۶ تا ۲۵ تیر ۱۳۴۸ در این جایگاه فعالیت نمود. اما این دوره برای ایران و خود او بسیار اثرگذار بود. هیچ بحران عمده ای در این دوره به وقوع نپیوست. این دورانی بود که شاه تلاش می‌کرد بریتانیا به عنوان نیروی هژمون در ایران را جایگزین کند. انصاری سعی می‌کرد آمریکا را متقاعد کند ایران را به عنوان ابزار منتخب خود در منطقه برگزینند. در همان زمان، به سرسختانه در حال تقویت ارتباطات سطح بالای خود بود. همسر او مریم و ارتباط با سطوح بالای قدرت در آمریکا، نقش مهمی در تلاش او برای برقراری پیوندهایش بود. بعدها در دوران تبعید، این پیوندها هنگامی که او سعی داشت حرفه جدیدی برای خود دست و پا کند به کارش آمد.

## وزیر امور اقتصاد و دارایی

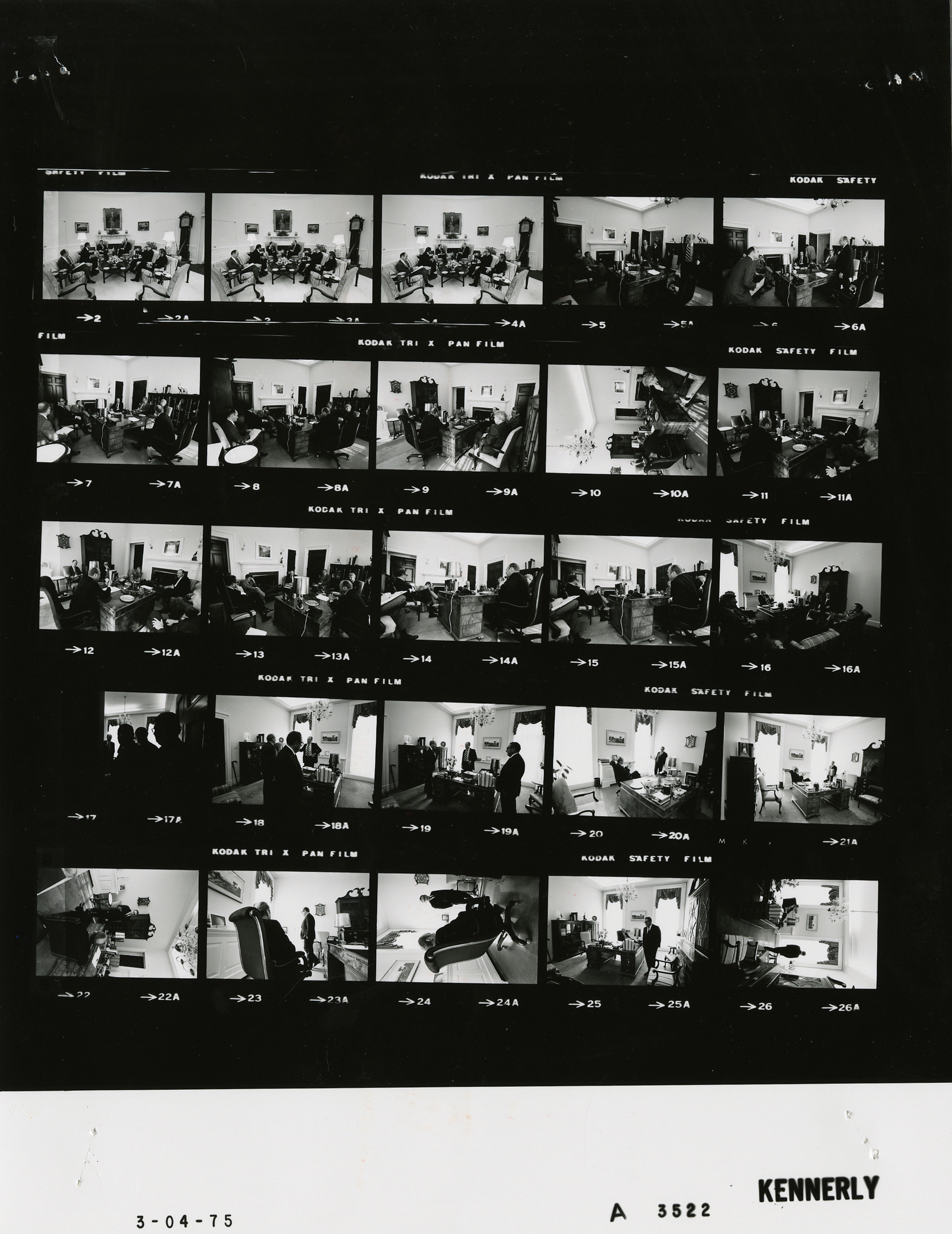
انصاری در دیدار با جرالد فورد، رئیس‌جمهور آمریکا در کاخ سفید به عنوان وزیر امور اقتصادی و دارایی

انصاری در تاریخ ۲۸ تیر ۱۳۴۸ در کابینه امیرعباس هویدا، به عنوان وزیر امور اقتصادی که حوزه‌های صنایع و بازرگانی را مدیریت می‌نمود، معرفی شد. در اردیبهشت ۱۳۵۳ به‌منظور ترمیم کابینه هویدا، دو وزارتخانه امور اقتصادی و دارایی در هم ادغام شدند، که وزارتخانه جدید تحت عنوان وزارت امور اقتصاد و دارایی تشکیل گردید و در پی آن، هوشنگ انصاری در رأس این وزارتخانه منصوب گردید. انصاری تا ۵ شهریور ۱۳۵۷ بیش از ۹ سال در این جایگاه فعالیت نمود، که در دوران وزارت وی، کشور پیشرفت محسوسی را در حوزه صنعت و بازرگانی تجربه نمود.
این دوره ای است که سیا از آن به عنوان «عیاشی قرض دهی شاه» یاد می‌کند، و ایران در سال ۱۹۷۳ متعهد شد ۱٬۳ میلیارد دلار کمک مالی بدهد -از جمله میلیون‌ها دلار برای سیستم آبرسانی لندن. انصاری نقش مهمی در توزیع این دلارهای نفتی ایران در سطح جهان داشت. او در این دوره یکی از دو رئیس کمیسیون مشترک اقتصادی ایران و آمریکا که به پیشنهاد هنری کیسینجر تشکیل شده بود، نیز بود. از مهم‌ترین اقدامات انصاری در این سمت می‌توان به امضای قرارداد ۱۵ میلیارد دلاری با هنری کیسینجر وزیر امور خارجه وقت آمریکا، به‌منظور ساخت ۸ نیروگاه هسته‌ای در ایران، اشاره نمود. ایران هم میلیاردها دلار در شرکت‌های اغلب مشکل دار اروپایی و آمریکایی سرمایه‌گذاری کرد و انصاری که برادرش مسئول سرمایه‌گذاری‌های خارجی بود نقشی مهم و گاه مجادله برانگیز در این تصمیم سازی‌ها ایفا کرد.

## کاندیدای نخست‌وزیری
انصاری از سال ۱۹۶۸ از کاندیداهای اصلی پست نخست‌وزیری بود و به این دلیل بین او و جمشید آموزگار اختلاف پیش‌آمد و از هم انتقادات زیادی می‌کردند. در سال ۱۳۵۶ که شاه زیر فشارهای خارجی و داخلی ناچار شد، خود را با برنامه‌های کارتر رئیس‌جمهور آمریکا همراه کند و در ایران فضای باز سیاسی به وجود آورد، دو نفر کاندیدای اجرای این برنامه بودند و با استعفای هویدا همه او را نخست‌وزیر آینده ایران می‌دانستند؛ ولی در لحظات آخر جمشید آموزگار از رقیب خود پیش افتاد و انصاری در کابینه آموزگار در همان سمت وزیر اقتصاد باقی ماند و در حزب رستاخیز رهبری جناح سازنده که اپوزیسیون جناح پیشرو به رهبری آموزگار بود را نیز عهده‌دار شد. بعضی از حامیان انصاری معتقدند در صورت گزینش او به نخست‌وزیری جلوی انقلاب در ایران گرفته می‌شد. حتی مریم پناهی زن سابق انصاری گمارده نشدن او را یکی از دو اشتباه شاه منتج به انقلاب می‌داند.

## مدیرعامل شرکت ملی نفت ایران
آموزگار در مقابله با فساد، انصاری را مجبور به کنار رفتن از وزارت اقتصاد و عهده‌دار شدن سمت مدیرعامل و رئیس هیئت مدیره شرکت ملی نفت ایران کرد که مدیر عامل قبلیش منوچهر اقبال در سال ۱۳۵۶ درگذشته بود. در ابتدا کارشناسان بر این باور بودند، که وی در رأس شرکت ملی نفت، قراردادهای بزرگی با شرکت‌های نفتی جهان منعقد خواهد کرد؛ اما ابتکار او در مورد بستن قرارداد با شرکت نفتی آمریکایی اکسون، با شکست رو به رو شد. ریشه‌های انقلاب ۱۳۵۷ در حال شکل‌گیری بود و شرکت‌های خارجی اعتمادی به ثبات وضع ایران نداشتند. انصاری در اوایل سال ۱۳۵۷ در خانه شخصی خود در حصارک شمیران زندگی می‌کرد و در آن روزها از بیماری قلبی رنج می‌برد. در آبان ۱۳۵۷ درحالی‌که به‌منظور امضای قراردادی نفتی در پاریس به‌سر می‌برد، به‌علت عارضه قلبی در بیمارستان بستری شد، سپس برای ادامه معالجه به آمریکا نقل مکان کرد.

## مهاجرت به آمریکا
در پی وقوع انقلاب ۱۳۵۷ در ایران، انصاری در ایالات متحده ماندگار شد. وی در سال ۱۹۸۶ به‌طور رسمی شهروند آمریکا گشت. پس از سکنی گزیدن در آمریکا، او گروه پرمن که یک شرکت هلدینگ برای صنایع تفریحی، منسوجات، تجارت بین‌الملل و املاک بود را ایجاد کرد، که شرکت IRI اینترنشنال را به عنوان زیرمجموعه، در بر می‌گرفت، این شرکت در زمینه ساخت تجهیزات میدان‌های نفتی فعالیت می‌نمود. شرکت آی‌آرآی اینترنشنال در سال ۲۰۰۵ به نشنال اویل‌ول وارکو فروخته شد. انصاری رئیس هیئت مدیره استیوارت اند استیونسن بود که در سال ۲۰۱۷ در ازای ۷۱۰ میلیون دلار آمریکا به کربی کورپوریشن فروخته شد.
هوشنگ انصاری از بنیان‌گذاران و حامی مالی چندین مؤسسه پزشکی و تحقیقاتی مانند دانشگاه سنت مارتین و مؤسسه جیمز بیکر در تگزاس است. هوشنگ انصاری و همسرش همچنین از حامیان مالی و مؤسس قسمت ذخایر اسلامی موزه هنرهای عالی هیوستون بوده‌اند. این دو در سال ۲۰۰۷ یک کمک ۲٫۷ میلیون دلاری به «ابتکار هنر اسلامی موزه هنرهای زیبای هیوستون» کردند و در سال ۲۰۱۷ متعهد به یک کمک یک میلیون دلاری برای ایجاد یک موقوفه برای بخش هنر اسلامی این موزه شدند. در سال ۲۰۰۴، وی با اهدای ۱۵ میلیون دلار، مرکز پژوهش‌های سلول‌های بنیادین را در مرکز پزشکی وایل کرنل تأسیس نمود. وی همچنین در فوریه ۲۰۱۴ از حامیان برگزاری نمایشگاه «هزار سال کتاب پارسی» در کتابخانه کنگره آمریکا بود. انصاری از اعضای هیئت امنای گروه بین‌المللی بحران است.
انصاری از پشتیبانان حزب جمهوری‌خواه آمریکا است. او که دوست سابق و شریک تجاری هنری کیسینجر، جیمز بیکر و الکساندر هیگ بوده، در کمیته مالی کمپین ۲۰۰۴ جورج بوش فعالیت می‌کرد و از اعضای هیئت امنای کتابخانه ریاست جمهوری جورج دبلیو بوش است. گالری انصاری از تاریخ آمریکا، در این مجموعه در سال ۲۰۰۴ به افتخار او نامگذاری شد.
در سال ۲۰۱۵ اعلام شد که هوشنگ انصاری با اعطای دو میلیون دلار به کمپین انتخاباتی ناموفق جب بوش از نامزدان حزب جمهوریخواه برای انتخابات ریاست جمهوری ۲۰۱۶ در رده دوم جدول حامیان مالی وی قرار گرفت. انصاری همچنین از اعضای هیئت امنای کمیته جمع‌آوری کمک‌های مالی کمیته ملی جمهوریخواه برای انتخاب دونالد ترامپ در انتخابات ریاست جمهوری سال ۲۰۱۶ ایالات متحده بشمار می‌رفت و به همراه همسرش در حدود هفتصد هزار دلار به کمیته پیروزی ترامپ کمک کردند.
هوشنگ انصاری هم‌اکنون به همراه همسرش شهلا، در شهر هیوستون، تگزاس زندگی می‌کنند و دارای دو فرزند به نام‌های نینا و نادر می‌باشند.
انصاری در سال ۲۰۰۶ هنگام اکتساب شرکت بیمه‌ای انیا (به هلندی: Ennia) در کوراسائو، بزرگترین شرکت بیمه ای آنتیل هلند، وعده داد ۱۰۰ میلیون گیلدر آنتیل هلند در آن سرمایه‌گذاری خواهد کرد، اما به گزارش روزنامه هلندی آنتیلین داگبلاد (به هلندی:Antilliaans Dagblad) او در عوض مقادیر زیادی پول از آن برداشت کرد. این باعث جلب توجه بانک مرکزی کوراسائو و سنت مارتین به این موضوع شد و این بانک معتقد بود این پول باید به بیمه گذاران بازگردانده شود. انیا در شکایتی از انصاری او را متهم کرده پس از اکتساب این شرکت از آن به عنوان قلک شخصیش استفاده کرده و شرکتی مستقر در لوگزامبورگ ایجاد کرده و دارایی‌های آن را به خاطر مزایای مالیاتی به آن منتقل کرده. این شکایت او را متهم می‌کند بخشی از درآمد آن که ناشی از حق بیمه پرداخت شده توسط بیمه سلامت و عمر بوده به صورت کمک مالی به نهادهای ناسودبر مرتبط با رئیس‌جمهور سابق آمریکا جرج اچ دابلیو بوش و وزیر امور خارجه سابق جیمز بیکر واریز شده‌است. دادگاه کوراسائو در سال ۲۰۲۱، انصاری، به عنوان سهامدار عمده این شرکت به همراه دخترش نینا و دو شریکش را به پرداخت ۱ میلیارد گیلدر آنتیل هلند (تقریباً معادل ۵۶۳ میلیون دلار آمریکا) محکوم کرد. انصاری این اتهامات را رد کرده‌است.

## جوایز و افتخارات
- انصاری از دریافت کنندگان مدال افتخار جزیره الیس (۲۰۰۳)[۳۹] و جایزه وودرو ویلسون است.
- کالج پزشکی ویل کرنل در سال ۲۰۰۴ به افتخار کمک مالی انصاری و همسرش شهلا مرکز درمان‌شناسی سلول بنیادی انصاری را راه اندازی کرد.[۴۰]
- آکادمی دیپلماسی آمریکا برنامه انصاری را از سال ۲۰۰۴ در خصوص سیاست خارجی آغاز کرد.[۴۱]
- گالری تاریخ آمریکای انصاری در کتابخانه ریاست جمهوری جرج بوش در سال ۲۰۰۴ به افتخار او نامگذاری شد.[۲۸]
- جایزه رهبری جیمز بیکر (2013)[۴۲]
- جایزه مهاجران عالی از بنیاد کارنگی نیویورک (۲۰۱۷)[۴۳]